# Cara sucia (telenovela)
Cara sucia es una telenovela venezolana producida por el canal Venevisión en 1992, siendo una versión libre basada en la radionovela La gata de la escritora Inés Rodena. Estuvo protagonizada por Sonya Smith y Guillermo Dávila, y contó con las participaciones antagónicas de Gigi Zanchetta, Humberto García, Chony Fuentes y Marcelo Romo. Cuenta además con las actuaciones estelares de Eva Blanco, Adolfo Cubas, Elio Rubens, Simón Pestana, Marcelo Rodríguez y Miguel Moly.  El tema de entrada de la telenovela se llamó Antología de Caricias, interpretado por la agrupación musical dominicana "Altamira Banda Show".
La telenovela fue retransmitida por Venevisión en 2018 en el horario de las 11:00 p. m. desde el 16 de julio de ese año, como parte del espacio "Amantes de novela". Desde el 1 de octubre pasó a ser transmitida a las 10:00 p. m. tras la rotación de horario de diversos programas del canal, y finalizó el 5 de febrero de 2019.

## Argumento
Miguel Ángel es miembro de una de las familias más ricas de Caracas, mientras que Estrellita es una muchacha pobre pero hermosa y trabajadora que vende periódicos en una esquina para ganarse la vida. Al conocerse accidentalmente se enamoran a primera vista, así que comienzan un romance hermoso que en poco tiempo los conduce al matrimonio.
Pero no todo es felicidad para este par de jóvenes, ya que tienen que superar multitud de obstáculos: la oposición de los padres de Miguel Ángel, Horacio (Humberto García) y Rebeca (Chony Fuentes); la pasión obsesiva de la malvada Santa Ortigoza Lavarte (Gigi Zanchetta), segunda exnovia de Miguel Ángel; el deterioro de la salud mental de Horacio, que lo vuelve cada vez más peligroso; la revelación de que Horacio asesinó a la madre de Estrellita porque ella lo dejó por el hombre que fue el padre de Estrellita; y el secuestro por Horacio de los gemelos que procrearon Miguel Ángel y Estrellita e inclusive la aparición de Federica Rangel Lavarte (Elizabeth López), primera exnovia de Miguel Ángel y prima de Santa, quien regresa con más ganas de reconquistar a Miguel Ángel y retomar su disputa con su prima Santa, quien le tenía mucha envidia desde que éstas eran niñas e incluso cuando Miguel Ángel y Federica eran novios en la adolescencia y juventud, Anteriormente Miguel Ángel le correspondía sentimentalmente a Federica y nunca a Santa.
Sin embargo, Rebeca, la mamá de Miguel Ángel, cambia su postura de oposición hacia la relación de su hijo con Estrellita al darse cuenta de que tenía un concepto erróneo sobre ella (pensaba que Estrellita solo lo quería por su dinero) y descubrir que en realidad era Santa la que quería a Miguel Ángel por interés, además de que su marido no era el hombre que aparentaba y de paso Miguel Ángel se entera de que es hijo de Fernando Guzmán (Mauricio González), producto de una relación extramarital y amor de juventud entre su madre Rebeca con Fernando Guzmán. La vida de Miguel Ángel estuvo en peligro porque Santa en sed de venganza al no corresponderle lo quería matar pero su exnovia Federica lo rescata de las manos de su malvada prima salvándole la vida, quien posteriormente denuncia a su prima por homicidio e intento de homicidio. 
Horacio, quien se encariña tanto con los gemelos mientras los mantiene secuestrados al grado de quererlos como si fueran sus propios hijos, se suicida después de que la policía los separa de él, mientras que Santa muere cuando se da constantes puñaladas en la cárcel. Miguel Ángel y Estrellita recuperan a sus bebés y finalmente alcanzan el amor y la felicidad que habían esperado, y Rebeca acepta a su nuera y a sus nietos nuevos como miembros de su familia y así en definitiva todos quedan felices para siempre.

## Elenco
- Sonya Smith - Estrella Montenegro Campuzano / Estrella "Estrellita" Camacho[4]/Estrella Campuzano
- Guillermo Dávila - Miguel Ángel González De la Vega / Miguel Ángel Guzmán De la Vega
- Gigi Zanchetta - Santa Ortigoza Lavarte
- Adolfo Cubas - Antonio González De la Vega
- Eva Blanco - Candelaria Camacho Duval, "La zamura"
- Elio Rubens  - Leonardo Montenegro, "Sr. Misterio"
- Chony Fuentes - Rebeca De la Vega de González
- Helianta Cruz - Genoveva "Veva" Lavarte De Ortigoza
- Alberto Marín † - Padre Lombarito
- Humberto García - Horacio González Ferrer
- Julio Capote - Fermín
- Marcelo Romo  - Carmelo
- Simón Pestana - José Gregorio Mendoza
- Solmaira Castillo - Deyanira Falcón
- Jeniree Blanco
- Elizabeth López - Federica Rangel Lavarte
- Rita De Gois - Carmen Dos Santos
- Marcelo Rodríguez - Agustín Dos Santos
- Hans Christopher - Víctor Iriarte
- Miguel Moly - Miguel
- Chumico Romero
- Alexis Escámez
- Hilda Moreno † - Coralia Margarita Blanco
- Coromoto Roche † - Teresa
- Deyanira Hernández - Eloisa
- Gonzalo Contreras - Dr. Gordillo
- José A. Urdaneta - Chuito (Jesús Camacho)
- María A. Avallone - Karina González de la Vega
- Enrique Oliveros † - Oscar
- Blanquita Vera †
- Ana Martínez † - Asunción
- Daniel Escámez †
- Solmaira Liendo
- Joel de la Rosa - Fabián
- Eduardo Luna - Kirikó
- Jesus Bello
- Tania Martínez
- Yuri Rodríguez
- Marina Prieto
- Félix Perdomo
- Shia Bertoni
- Ana Máximo
- Niurka Acevedo
- Eduardo Luna
- Lida Mironesco
- Gil Vargas †
- Yomali Almenar
- Coll Spaces
- Winston Vallenilla - Freddy
- Bárbara Mosquera - Hilda (Esbirra de Horacio)
- Humberto Tancredi † - Efraín Ortigoza
- Giovanni Durán - Comisario Lander
- Luis Pérez Pons - Rocco
- Ana María Pagliachi - Tamara San Diego
- Gabriela Gerbes - Ileana
- Isabel Hungría † - Tomasa
- Laura Zerpa - Madre Superiora
- Hilda Blanco † - Moncha
- Mauricio González - Fernando Guzmán
- Juan Carlos Baena - Fotógrafo
- Álex de la Fuente - Doctora
- Umberto Buonocuore † - Pepino
- Lizbeth Manrique - Loly
- Manolo Manolo † - Doctor
- Israel Maranatha - El Gato
- Svenn Luna - Policia
- Ileana Jacket - Vecina de Candelaria
- Frank Méndez - Rocky
- Mario Brito † - Juan
- Susana Duijm †
- José Escalona - Juez
- Miguel A. Nieto - Héctor Reinosa
- Isidro Gomez
- Orlando Casín